# Лир (бог)

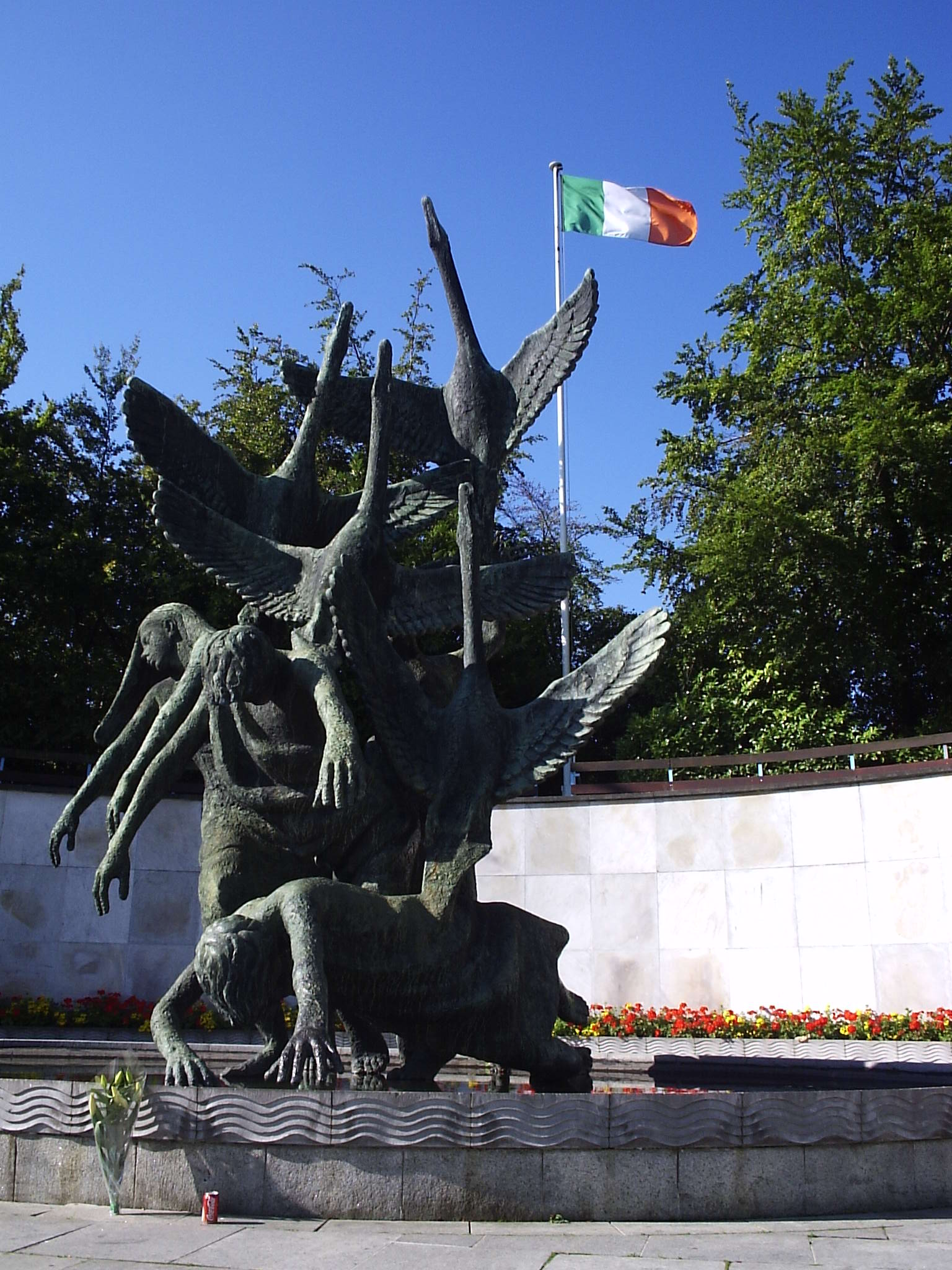
Скульптурная композиция «Дети Лира» в Дублине

Лир — один из богов племени Туата Де Дананн в ирландской мифологии. «[Лир] предстаёт перед нами в двух разных ипостасях. Первая — безграничная, безличная сущность, соизмеримая с морем; нечто вроде греческого Океана. Вторая — конкретное существо, незримо обитающее на Слив-Фуад», — сказал об этом туате О’Грэди. Слив-Фуад — небольшая возвышенность неподалёку от Ньютаут Гамильтон в графстве Армаг, где согласно преданию расположен сид (холм) Лира Финнахайд («Холм белого поля»).

## Лир в сагах
В ирландских легендах об этом туате говорится мало. Известно что в ипостаси бога он был терпеливым, мудрым и справедливым. Никогда не спешил принимать решения. Его уважали и побаивались. Известно, что у Лира не сложилась личная жизнь. Первая его жена погибла, оставив ему четверых детей. После этого он женился на дочери Дагды Аоифе, что после повлекло за собой ряд несчастий. Более известен его сын Мананнан, к которому перешли черты морского божества.

### Избрание короля туатов
Однажды, предположительно после того, как Мак Ок присвоил себе сид отца, состоялся совет туатов, на котором следовало избрать нового короля взамен Дагды. Среди претендентов был также Лир. Однако выбор пал на другого туата, на Бодба Дирга. Лир был прогневан таким решением и удалился в свой сид, отказавшись признать нового правителя.

### Дети Лира
Имя Лира косвенно фигурирует в трогательной и печальной истории о четверых детях этого туата, хотя эта повесть не является чисто ирландской, и в ней присутствует христианский мотив.
Когда супруга Лира скончалась, Бодб Дирг предложил в жёны Лиру вторую из своих дочерей. Новый король хотел таким образом помириться со старым другом, с которым его рассорили королевские выборы. Лир рассудил о первой из сестёр так: «Она самая старшая из сестер, а значит, и самая родовитая». Бодб был счастлив и устроил пышный пир в честь этой свадьбы, а новая жена не обманула надежд Лира и родила ему четверых детей: первой родилась дочь Фионуала, затем сын Хуг (иногда Аэд), последними родились мальчики-близнецы Фиахра и Конн. Но вскоре их мать умерла, и Лир женился на второй дочери Бодба Иифе (Аоифэ).
Новая супруга оказалась бесплодной, поэтому она очень сильно ревновала мужа к детям. Однажды она повезла их к своему отцу, Бодбу. Но когда путники выехали на безлюдное место, мачеха приказала слугам убить детей, но слуги наотрез отказались. Мачеха решила сделать это сама, но её «женская натура взяла верх», тогда мачеха послала детей к озеру Дарвра (современное название — Дерривараг) якобы помыться, а сама наложила на детей заклятие: триста лет они должны провести в образе лебедей на озере, триста — на берегу Северного пролива, ещё триста — на островах в океане, и только после того как «женщина с юга сойдётся с мужчиной севера», заклятие будет снято.
Когда преступление раскрылось, никто не мог расколдовать детей. В наказание за содеянное Бодб превратил дочь «в воздушного демона», и она улетела пронзительно крича. Триста лет лебеди жили на озере, они пели удивительно красивыми голосами и жители Ирландии приходили послушать это дивное пение.
Затем пришёл срок поселиться детям у моря, где они познали ужасы одиночества, холода и бурь, перья их зимними ночами примерзали к холодным скалам. Старшая дочь, Фионула, заботилась о братьях: она укрывала их своими крыльями в такие морозные ночи.
Наконец пришло время третьего срока, и дети Лира отправились к побережью Майо. Здесь они подружились с крестьянином из Сыновей Миля, которые пришли к этому времени в страну.
Когда же срок заклятия истёк, лебеди вернулись к сиду отца, но не смогли найти дворца (они не увидели его, потому что туаты укрылись от глаз Сыновей Милля под покров невидимости). Дети Лира долго горевали, что не могут вернуться в отчий дом. Но однажды услышали звон церковного колокола на часовне одного отшельника. Лебеди прилетели к духовнику и стали жить с ним, они получали наставления в вере и пели своими чудесными голосами мессы.
Но вот принцесса Мунстера, Дейке («женщина с юга») обручилась с королём Коннахта и попросила у супруга в качестве свадебного дара чудесных лебедей, молва о которых дошла до неё. Силой доставил супруг детей Лира к жене, и в тот же миг заклятие с лебедей пало. Но дети Лира больше не принадлежали Стране Юности, а потому предстали в виде ужасных дряхлых стариков, к которым уже подступила смерть. Отшельник, у которого жили лебеди, поспешно окрестил несчастных, а Фионула попросила похоронить их вместе в одной могиле. «Положите Конна справа, а Фиахру — слева от меня, ибо так это было, когда я зимними ночами грела их над морями…» — сказала она.